# Союз геев и лесбиянок Германии
Союз геев и лесбиянок Германии (нем. Lesben- und Schwulenverband in Deutschland, сокращённо LSVD) — крупнейшая немецкая ЛГБТ-организация, расположенная в Берлине и включающая более 3 тысяч членов. Организация занимается правозащитной и общественной деятельностью, оказывает психологическую помощь гомосексуалам и их близким. Кроме того, «Союз геев и лесбиянок Германии» имеет официальный консультативный статус при Организации Объединённых Наций (с 2006 года), а также входит в Международную ассоциацию лесбиянок и геев (ILGA).

## История
В последний год существования ГДР в феврале 1990 года в стране был создан «Союз геев ГДР» (нем. Schwulenverband in der DDR). После объединения ГДР и ФРГ происходит постепенное слияние двух независимых ЛГБТ-движений — восточного и западного. Практически только что созданный «Союз геев ГДР» переименовывается в «Союз геев Германии» (нем. Schwulenverband in Deutschland, SVD) и набирает силу, переманивая множество членов западногерманского «Федерального гомосексуального союза» (нем. Bundesverband Homosexualität, BVH).
С конца 1980-х годов среди ЛГБТ-активистив поднимается вопрос о дискриминации гомосексуалов в связи с недоступностью для них института брака. Стоит отменить, что в 1970—1980-е годы в ЛГБТ-сообществе были и противоположные настроения, называющие брак «патриархальным инструментом власти». В 1992 году гей-активисты из «Союза геев Германии» впервые заговорили о возможности «гей-браков» по датскому аналогу. В августе 1992 года активисты «Союза геев Германии» провели акцию Aktion Standesamt, во время которой более 250 однополых пар направились в ЗАГСы для подачи заявления на заключение брака.
Позиция по вопросу однополых союзов во многом объясняло существование двух крупных ЛГБТ-организаций. Так, представители BVH предлагали концепцию «нотариально заверенных партнёрств», которые не ограничивались количеством и полом партнёров. В отличие от них, члены SVD придерживались концепции парных однополых браков. Представители BVH обвиняли SVD в предательстве эмансипационных принципов ЛГБТ-движения и в желании копирования гетеросексуальных браков. Члены SVD, напротив, считали, что в задачу гомосексуалов, как социального меньшинства, не входит изменение общественных устоев. Их целью была политика равноправия и устранения дискриминации геев и лесбиянок. В течение 1990-х годов позиция BVH постепенно теряет популярность. Вследствие этого в 1997 году организация BVH распускается и SVD остаётся единственной надрегиональной ЛГБТ-организацией Германии.
В 1999 году «Союз геев Германии» открывает свои двери для лесбиянок и переименовывается в «Союз геев и лесбиянок Германии». Это делается для того, чтобы дать возможность немецким лесбиянкам альтернативу к крупнейшей лесбийской организации Lesbenring, которая из феминистических позиций не принимала однополые браки.

## Современная деятельность
Важнейшая сфера деятельности организации — содействие разработке общефедерального антидискриминационного законодательства, уравнивание однополых пар с разнополыми в вопросах налогообложения и обеспечения государственных служащих, а также полное разрешение однополым парам усыновления детей.
Кроме политической деятельности «Союз геев и лесбиянок Германии» занимается широкой социальной работой, поддерживает множество социальных проектов, например, в области противодействия гомофобии и преследований гомосексуалов, помощи пострадавщим от насилия на почве ненависти, поддержки «радужных семей».
Кроме того, Союз проводит активную работу по преодолению гомофобии в иммигрантской среде (в первую очередь, среди выходцев из Турции, арабских стран, Африки и стран СНГ). Также в организации действуют различные группы, предоставляющие поддержку гомосексуальным иммигрантам.

## Фонд Гиршфельда — Эдди
В 2007 году по инициативе «Союза геев и лесбиянок Германии» был создан Фонд Гиршфельда — Эдди, целью которого является воспитание в обществе уважения к правам лесбиянок, геев, би- и транс-людей, внесение лепты в дело защиты прав человека на международном уровне, обеспечение активной поддержки правозащитникам, повышение уровня информированности общества, искоренение предрассудков.